# حسين أباد قارقالو (حومة أبهر)
حسين أباد قارقالو (بالفارسية: حسین‌آباد قارقالو) هي قرية تقع في إيران في منطقة مركزية ريفية. يقدر عدد سكانها بـ 52 نسمة .